# LuxAeterna
Lux AEterna és una pel·lícula francesa de gènere melodramàtic dirigida per Gaspar Noé. Es va projectar fora de competició al Festival de Cannes de 2019. És un film d'un drama metaficcional centrat en les dues actrius clau Charlotte Gainsbourg i Béatrice Dalle interpretant-se a elles mateixes rodant una pel·lícula sobre bruixes.

## Estrena
La pel·lícula es va estrenar al Festival de Cannes el 18 de maig de 2019. Es va projectar al Festival de Cinema de Tribeca l’abril de 2020; no obstant això, el festival va ser cancel·lat a causa de la pandèmia COVID-19. Es va fer l'estrena a França el 23 de setembre de 2020 per UFO Distribution i Potemkine Films.

## Repartiment[calcitació]
- Charlotte Gainsbourg com Charlotte
- Béatrice Dalle com Béatrice
- Abbey Lee com Abbey
- Clara 3000 com Clara
- Claude-Emmanuelle Gajan-Maull com Claude-Emannuelle
- Félix Maritaud com Félix
- Fred Cambier com Fred
- Karl Glusman com Karl
- Lola Pillu Perier com Lola
- Loup Brankovic com Loup
- Luka Isaac com Luka
- Maxime Ruiz com Maxime
- Mica Arganaraz com Mica
- Paul Hameline com Paul
- Stefania Cristian com Stefania
- Tom Kan com Tom
- Yannick Bono com Yannick

## Crítica
La crítica a partir de l'article de Rotten Tomatoes, una revista de crítica cinematogràfica i televisiva; calcula que el 54% de totes les opinions positives en relació amb la pel·lícula, el que equivaldria a unes 13 crítiques, només arriba al 5,9/10 de puntuació.
Molts usuaris de diferents llocs webs, plataformes; han comentat que el punt fort de la pel·lícula ha estat el joc visual del qual partia; aquestes llums estroboscòpiques que es mantenen durant estona en diverses escenes del film per crear una sensació de malestar i a la vegada una atmosfera hipnòtica.
Però per una altra banda, de forma bastant generalitzada, s'ha remarcat que l'argument de la pel·lícula no eren prou atractius com en altres pel·lícules del director, el tema del qual partia s'ha dit que era interessant, però que no s'arriba a desenvolupar del tot.
Moltes opinions estan entre el 6-5.

## Anàlisi de la importància de la llum a LuxAeterna
Moltes crítiques cinematogràfiques han apuntat, sobre aquest film, que la utilització de les llums estroboscòpiques durant quasi un quart d'hora, ha sigut quasi anomenat Infern estroboscòpic; la importància de la violència de la llum en relació amb la velocitat d'aquesta, els efectes secundaris per a un grup concret de societat en relació amb l'epilèpsia i per acabar, el seu significat més moral, diví i en certa manera místic.
En primer lloc, per començar a esglaonar els diferents continguts de l'anàlisi, s'ha destacat molt una de les cites i prèvia advertència del director que emmarquen l'inici de la pel·lícula; una advertència prèvia de Noè pel que fa als efectes secundaris de les llums estroboscòpiques, grups concrets de persones més sensibles poden patir atacs epilèptics en contacte visual amb aquestes llums.
I seguidament una frase de l'escriptor rus en relació amb la seva pròpia experiència amb la malaltia i les crisis epilèptiques: "Todos gozáis de buena salud, pero ni os imagináis la felicidad suprema que siente un epiléptico un segundo antes de la crisis". Fiodor Dostoievski.
Molts crítics han relacionat aquesta cita com una advertència divina o mística en relació amb l'experiència que viurà l'espectador al veure aquesta ràfega constant i canviant de llum. Aquesta interpretació artística i bella d'un atac epilèptic, en certa manera, i d'aquesta felicitat que Dostoievski menciona.
Per entendre millor cal marcar que una llum estroboscòpica és una font lluminosa que emet llampecs breus en ràpida successió. Mils de llampecs per segon; utilitzada en fotografia científica per captar objectes en moviment, mostrant diverses imatges del mateix objecte tot a partir de la llum.
Aquestes ràpides successions lluminoses s'han interpretat com una relació de Noè en forma metafòrica amb les convulsions d'una crisi epilèptica, anomenades tècnicament crisis convulsives tònico-clòniques, crisis generalitzades que afecten tot el cervell. Amb relació a la malaltia, Epilèpsia, aquestes convulsions es repeteixen durant un temps. Normalment es pateixen en episodis d'activitat descontrolada.
I d'aquí també la relació de la menció a la cita de Dostoievski i la seva vivència mística amb les seves pròpies crisis; moltes d'aquestes plasmades en el comportament i personalitat dels personatges de les seves novel·les.

Molts dels seus personatges semblen tocar aquesta aura divina de la qual l'escriptor parla, i que experimenta en els segons de convulsió.
Algunes crítiques han marcat també aquesta relació divina, de cel suprem, en la pel·lícula de Gaspar Noè.
La relació de la temàtica de la metapel·lícula dintre del film; aquesta temàtica de bruixes; les que suporten el martiri i la desgràcia de la condemna amb les actrius que interpreten aquest paper, la directora implicada que veuen com el caos es va apoderant del rodatge. La Llum és la partida de tot aquest mal; la violència ja no explícita, com en altres pel·lícules de Noè; Irreversible o Clímax. La violència de la llum cegadora, d'aquesta mena de llum epilèptica que rodeja i inicia el màxim clímax de caos. Però que també, relaciona el director, amb el terme bíblic, LuxAeterna; aquesta llum eterna que condueix al món diví cristià.
Aquesta ràfega de llum final en la pel·lícula també simbolitza el final del caos, quan, els tres colors primaris del model additiu (verd, vermell i blau) que es representen per separat en el caos i que només a l'ajuntar-se creen el títol del mateix Film, aquesta LuxAeterna.

En definitiva s'ha parlat de la pel·lícula com la filmació d'un rodatge dintre d'un infern estroboscòpic.
En treball per retratar una violència, com a molts films del director, però aquesta manera, diuen els crítics, no tan explícita sinó una anàlisi del director sobre el treball del mateix terme Violència als rodatges. El treball dels actors es marca més en la violència i l'espectador és cent més apel·lat i remogut quan se'l mostra una situació o imatge violenta; tant explícita com metafòrica.
Al final del film, en el caos dels personatges i el caos de la llum es mostra una gran violència cap a les actrius i a la vegada sembla que el metafilm està complint la gran bellesa a poder filmar, les actrius han arribat a plasmar veritat. Les crítiques ho relacionen amb la llum i aquests èxtasis o aquesta pau preepilèptica que Noè plasma.
I que d'alguna manera apel·la encara més directament a l'espectador en les escenes finals de llum absoluta.